# Stavelot
Stavelot (valonă Ståvleu) este un oraș francofon din regiunea Valonia din Belgia. Comuna este formată din localitățile Stavelot și Francorchamps. Suprafața totală este de 85,07 km². La 1 ianuarie 2008 comuna avea o populație totală de 6.705 locuitori.

## Localități înfrățite
- Franța: Solignac.